# إدوارد ديرينغ مانسفيلد
إدوارد ديرينغ مانسفيلد (بالإنجليزية: Edward Deering Mansfield) هو محرر وصحفي ومؤرخ ومحامي أمريكي، ولد في 1801 في نيو هيفن في الولايات المتحدة، وتوفي في 1880 في مارو في الولايات المتحدة.